# Stratford (New Hampshire)
Pour les articles homonymes, voir Stratford.
Ne doit pas être confondu avec Strafford (New Hampshire).
Stratford est une municipalité américaine située dans le comté de Coös au New Hampshire. Selon le recensement de 2010, sa population est de 746 habitants.

## Géographie
La municipalité s'étend sur 80 milles carrés (207,2 km2), dont 0,52 milles carrés (1,35 km2) d'étendues d'eau.

## Histoire
La localité est fondée en 1762 sous le nom de Woodbury, ses habitants étant majoritairement originaires de Woodbury (Connecticut). En 1773, elle prend le nom de Stratford en référence à une autre ville du Connecticut et à la ville natale de Shakespeare. Elle devient une municipalité en 1779.